# Joseph Narciso de la Vega
Joseph Narciso de la Vega, lutier (1736, Yanguas, Sòria - 1779, Madrid).
Va treballar a Madrid des del 1750 fins a la seva mort, l'any 1779. Va aprendre l'ofici amb el mestre José Contreras (El Granadino), el qual l'hi ensenyà al mateix temps que al seu fill José Melitón Contreras. Les seves obres s'assemblen molt a les del seu mestre i existeixen exemplars construïts pel fill d'El Granadino amb les mateixes característiques de model, mesures i vernís que els de José de la Vega.
Els seus violins són fets a l'estil de Stradivari, perfectament treballats. Són coneguts amb el nom de "numantinos", provinent del sobrenom de "Numantino" que utilitzà en les seves etiquetes.